# Herbert von Bismarck (1884–1955)

Herbert von Bismarck, Porträtfoto aus dem Reichstags-Handbuch 1930

Herbert Otto Rudolf von Bismarck (* 29. August 1884 in Stettin; † 30. März 1955 in Wiesbaden) war ein deutscher Verwaltungsjurist und Politiker. Von 1918 bis 1931 war er Landrat des Kreises Regenwalde, von September 1930 bis März 1933 für die Deutschnationale Volkspartei (DNVP) Reichstagsabgeordneter und 1933 kurzzeitig Staatssekretär im preußischen Innenministerium. Nach dem Zweiten Weltkrieg wirkte er von 1948 bis 1952 als Sprecher der Pommerschen Landsmannschaft.

## Leben
Herbert von Bismarck entstammte der Linie Schönhausen des Adelsgeschlechts Bismarck. Sein Großvater Bernhard von Bismarck war der ältere Bruder des Reichskanzlers Otto von Bismarck. Herbert von Bismarcks Eltern waren Philipp von Bismarck (1844–1894), Gutsherr auf Kniephof (Landkreis Naugard) und Lasbeck (Landkreis Regenwalde) sowie Rittmeister der Landwehr, und dessen zweite Ehefrau Hedwig von Harnier (1858–1945). Nach dem frühen Tod seines Vaters wuchs Herbert von Bismarck zusammen mit seinem Bruder Gottfried zeitweise in Stettin als Pflegesohn in der Familie von Ruth von Kleist-Retzow, der Witwe des Landrates Jürgen von Kleist-Retzow, auf.
Nach dem Abitur 1903 am König-Wilhelm-Gymnasium in Stettin studierte Bismarck Rechtswissenschaft an den Universitäten in München, Lausanne, Berlin und Greifswald. Er bestand das Erste Juristische Staatsexamen und durchlief im Anschluss die Referendarzeit, seit 1906 als Gerichtsreferendar, seit 1908 als Regierungsreferendar. Nach Ablegung des Zweiten Juristischen Staatsexamens trat er 1912 als Regierungsassessor beim Landrat in Frankenstein in den preußischen Staatsdienst ein. Von 1914 bis 1918 nahm er als Soldat am Ersten Weltkrieg teil, zuletzt als Oberleutnant der Reserve. Von Mai bis November 1918 war er Hilfsarbeiter beim Vertreter des Reichskanzlers im Großen Hauptquartier, zunächst in Spa, dann in Wilhelmshöhe.
Bismarck wirkte von 1918 bis 1931 als Landrat des Kreises Regenwalde in der Provinz Pommern.
1931 führte die preußische Regierung ein Amtsenthebungsverfahren gegen Bismarck durch; dieser hatte aktiv an der Kampagne zum Volksbegehren zur Auflösung des preußischen Landtags teilgenommen.
In der fünften, sechsten und siebten Wahlperiode (Reichstagswahl Herbst 1930 bis März 1933) war er DNVP-Abgeordneter im Reichstag und 1933 im Preußischen Landtag.
Im Dezember 1931 wurde Bismarck zum Vorsitzenden des Bismarckbundes gewählt (dessen Führer Hermann Otto Sieveking plötzlich gestorben war) und danach vom DNVP-Vorsitzenden Alfred Hugenberg zum Reichsjugendführer der DNVP ernannt.
Am 1. Februar 1933 wurde er noch vom Kabinett Schleicher zum Staatssekretär im preußischen Innenministerium ernannt. Ständige Differenzen zwischen dem konservativen, auf streng rechtsstaatlichem Verhalten bestehenden Bismarck und seinem neuen Dienstvorgesetzten Hermann Göring führten am 10. April 1933 zu seiner Entlassung in den einstweiligen Ruhestand.
Sein Wunsch, als Oberpräsident oder Regierungspräsident in seiner Heimatprovinz Pommern eingesetzt zu werden, erfüllte sich nicht. Er zog sich daraufhin auf sein Gut Lasbeck zurück. Von 1939 bis 1944 leistete er Kriegsdienst, zuletzt als Major bei der Wehrmacht.
Nach dem Zweiten Weltkrieg engagierte er sich für heimatvertriebene Deutsche. Er war von 1948 bis 1952 der erste Sprecher der Pommerschen Landsmannschaft, für die er 1950 die Charta der deutschen Heimatvertriebenen mitunterzeichnete.

## Ehe und Nachkommen
Bismarck heiratete 1912 in Stettin seine Pflegeschwester Maria von Kleist-Retzow (* 1893 in Belgard; † 1979 in Wiesbaden). Das Ehepaar hatte fünf Söhne und drei Töchter. Maria von Bismarck führte 1921 in Labes das Labeser Krippenspiel ein.